# Rolf Lefdahl
Rolf Lefdahl (Oslo, 13 de agosto de 1882 — Bærum, 15 de fevereiro de 1965) foi um ginasta norueguês que competiu em provas de ginástica artística.
Lefdahl é o detentor de uma medalha olímpica, conquistada na edição britânica, os Jogos de Londres, em 1908. Na ocasião, competiu como ginasta na prova coletiva. Ao lado de outros 29 companheiros, conquistou a medalha de prata, após superar a nação da Finlândia e encerrar atrás da seleção sueca.